# Adulto

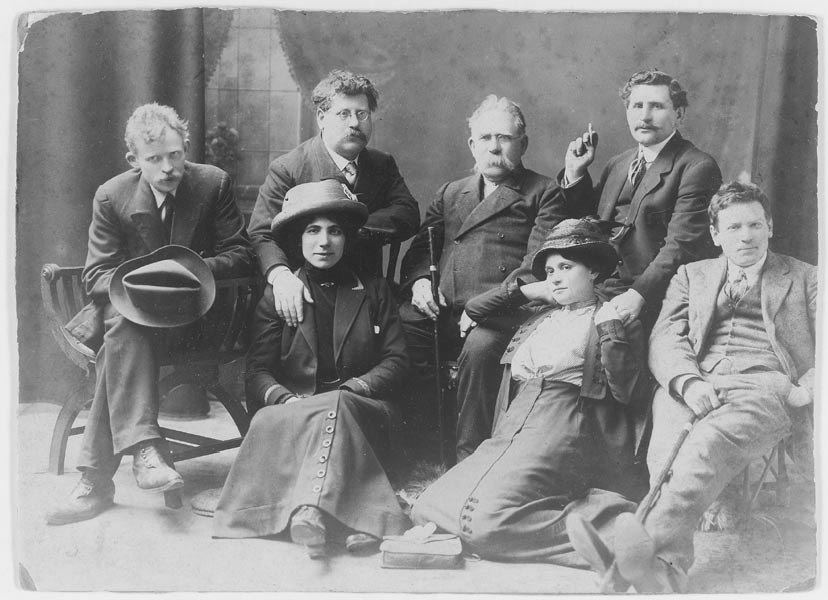
Un gruppo di persone adulte

Un adulto (dal latino adultu(m), participio di adolescĕre, 'crescere', da alĕre, 'nutrire') è un organismo pluricellulare che ha raggiunto la piena capacità riproduttiva.

## Nell'essere umano
Con riferimento all'essere umano il termine è di non facile definizione, assumendo significati assai diversi nei diversi contesti argomentativi e disciplinari. Se infatti con questa parola si intende sempre e comunque alludere al raggiungimento di un certo grado di maturità, è il concetto di maturità stesso che cambia a seconda del contesto di riferimento. L'età adulta determina socialmente l'associazione al maschio il termine di uomo e alla femmina il termine di donna per sottolineare la piena maturità raggiunta al compimento dell'età giovane.

## In biologia
In biologia un soggetto è considerato adulto quando ha raggiunto, appunto, la capacità riproduttiva. Ciò si verifica nell'uomo con la manifestazione dei caratteri sessuali secondari e l'accrescimento di quelli primari, il che avviene di norma entro i 12-13 anni negli individui di sesso femminile ed entro i 14-15 in quelli di sesso maschile, sebbene tali limiti sono solo orientativi dal momento che il processo di crescita è influenzato da numerosi fattori, climatici, ambientali, legati alla maggiore o minore attività fisica e all'alimentazione e, secondo alcuni studiosi, anche psico-somatici.

## Nel diritto
Nel diritto civile un soggetto è considerato maggiorenne quando ha raggiunto la maggiore età, da non confondere con l'età adulta. La maggiore età va dai 16 anni circa (in alcuni paesi anche prima) ai 21 anni a seconda dell'ordinamento giuridico di riferimento della nazione (in alcuni ordinamenti varia a seconda del sesso, in altri, poco strutturati, è legata proprio alla manifestazione dei caratteri sessuali secondari e, in alcuni casi, a riti d'iniziazione). Con la maggiore età o l'emancipazione, nelle tradizioni giuridiche continentali (di diritto positivo), si acquisisce la capacità di agire, ovverosia di compiere atti giuridicamente validi, esercitando autonomamente diritti reali (diritti di cui si è titolari, in astratto, sin dalla nascita, soltanto che li si può esercitare solo mediante intermediazione di chi esercita la rappresentanza legale o del giudice tutelare) e compiere negozi giuridici unilaterali (come le disposizioni testamentarie).

## In psicologia
In psicologia un individuo è considerato adulto quando si ritiene che abbia raggiunto il completo sviluppo non solo sessuale o in generale fisico ma anche psichico, pertanto l'età adulta si colloca posteriormente all'adolescenza, un periodo di crescita caratteristico della specie umana, di tipo essenzialmente sociale e la cui durata è influenzata dal contesto, sia a livello micro che a livello macro, tant'è che oggi psicologi e sociologi parlano di una vera e propria dilatazione dell'adolescenza, nell'uno e nell'altro senso: mentre tradizionalmente essa veniva ricompresa nella fascia tra i 13 e i 19 anni, oggi si ritiene cominci addirittura prima della pubertà a causa degli stimoli determinati dai processi di mediazione simbolica, e che duri per molto più tempo rispetto al passato a causa sia di fattori sociali (difficoltà di rendersi indipendenti economicamente al fine di affrancarsi dalla famiglia d'origine, fuoriuscita dalla famiglia d'origine senza creare parallelamente un nuovo nucleo familiare) sia di problematiche soggettive diffuse e almeno in parte determinate dai fattori sociali stessi (mancanza del senso di responsabilità, difficoltà all'autorealizzazione, incertezza verso il futuro, proroga degli stili di vita e dei comportamenti di consumo acquisiti durante la fascia tradizionalmente considerata adolescenziale).

## Nella medicina
In medicina solitamente si fa collocare la fase adulta con l'arresto della crescita, che può collocarsi, secondo le ultime attendibili ricerche, nella femmina intorno ai 18 anni, nel maschio intorno ai 20 (sebbene i tempi si siano notevolmente accorciati attualmente, fino a 16 anni). L'accrescimento, infatti, prosegue dopo la maturazione sessuale e coinvolge soprattutto la struttura ossea. In alcuni individui di sesso maschile, inoltre, anche molti anni dopo la pubertà compaiono peli sul petto o sulle gambe, senza che ciò rappresenti un ritardo nello sviluppo, avendo questi raggiunto la piena maturità sessuale, in senso tecnico, durante l'età considerata normale. Con il termine del processo di accrescimento inizia la fase di degradazione cellulare, detta di invecchiamento.